# Perro Pampa Argentino
El Perro Pampa Argentino es una raza de perro de tipo Dogo originaria de Argentina.

## Historia
Su historia comienza cuando un perro mestizo llamado "El Negro Julio", propiedad de Horacio Rivero Nores, fue creado cruzando una hembra Staffordshire Terrier Americano con un macho Dogo Argentino. A pesar de ser mestizo, lo llamaban el "Dogo Negro". Nació en Córdoba, Argentina, el 4 de julio de 1987, la hembra Amstaff se llamaba Pampa y fue  traída  de los Estados Unidos por Juan Carlos Aguero. El dogo macho era llamado Simón y era propiedad del sr. Javier Coronda.
El "Negro Julio" era un perro mayormente negro, fuerte, con poderosas mandíbulas, del tamaño aproximado de un Dogo Argentino, pesando unos 45 kg.

## Características
Son perros fuertes, con poderosas mandíbulas, gran musculatura y gran fuerza física. Estos perros son mayormente de color negro y blanco, el negro se ubica en básicamente todo el cuerpo, mientras el blanco  se ubica en la cara y hocico, no deben tener blanco alrededor de los ojos. El blanco también se encuentra en algunas partes de las patas, la punta de la cola, la parte inferior del cuello y el pecho. Los ejemplares de color negro sólido puro y color atigrado son también muy deseados.
Como un auténtico Dogo, las orejas naturalmente están caídas a los costados de forma triangular.
La cola es larga, de implantación  alta, en ejemplares blancos y negros, la punta siempre es blanca. El pecho es ancho, profundo y musculoso, las patas musculosas y fuertes, los ojos se prefieren de color marrón  o avellana.

## Altura y Peso
Altura a la cruz:
- Machos: 60 a 71 cm
- Hembras: 60 a 66 cm

Peso:
- Machos: 40 a 50 kg.
- Hembras: 40 a 47 kg.

## Temperamento
Debe ser un perro equilibrado, guardianes por naturaleza, son extremadamente leales y fieles a su familia, tranquilos y cariñosos. Son afectuosos y muy dóciles, es firme y seguro de sí mismo.

## Utilidades
Es un perro principalmente guardián de propiedad, pero también es un perro de presa, y perro de compañía.